# Beutenbach (Rems)
Der Beutenbach ist ein 61⁄2 km langer Bach am Nordtrauf der östlichen Schwäbischen Alb im östlichen Baden-Württemberg, der bei Lorch von links in die Rems mündet. Sein mittlerer und unterer Lauf liegt im Beutental.

## Geographie

### Verlauf
Der Beutenbach entspringt auf etwa 545 m ü. NN am flachen mittleren Westabhang des Hohenstaufens und gräbt sich gleich eine bewaldete Klinge in den wieder steileren unteren Hangfuß. In ab hier sehr beständigem Nordlauf verlässt er den Eichrain flacher in die Flur, wo er die Trasse der ehemaligen Hohenstaufenbahn unterquert und dann in der kleinen Hochebene zwischen Wäschenbeuren im Westen und Maitis im Osten von rechts einen kürzeren rechten Zufluss aufnimmt. Dieser entspringt in etwas tieferer Quelllage am Nordhang des Hohenstaufens. Dann unterquert der Beutenbach die  beide Orte verbindende Kreisstraße und gräbt sich wieder eine Klinge, in der ihm bald der wieder bedeutendere Tobelbach vom nördlichen Hohenstaufenhang her an Maitis vorbei zufließt. Der Talabschnitt von hier bis zur Mündung heißt Beutental.

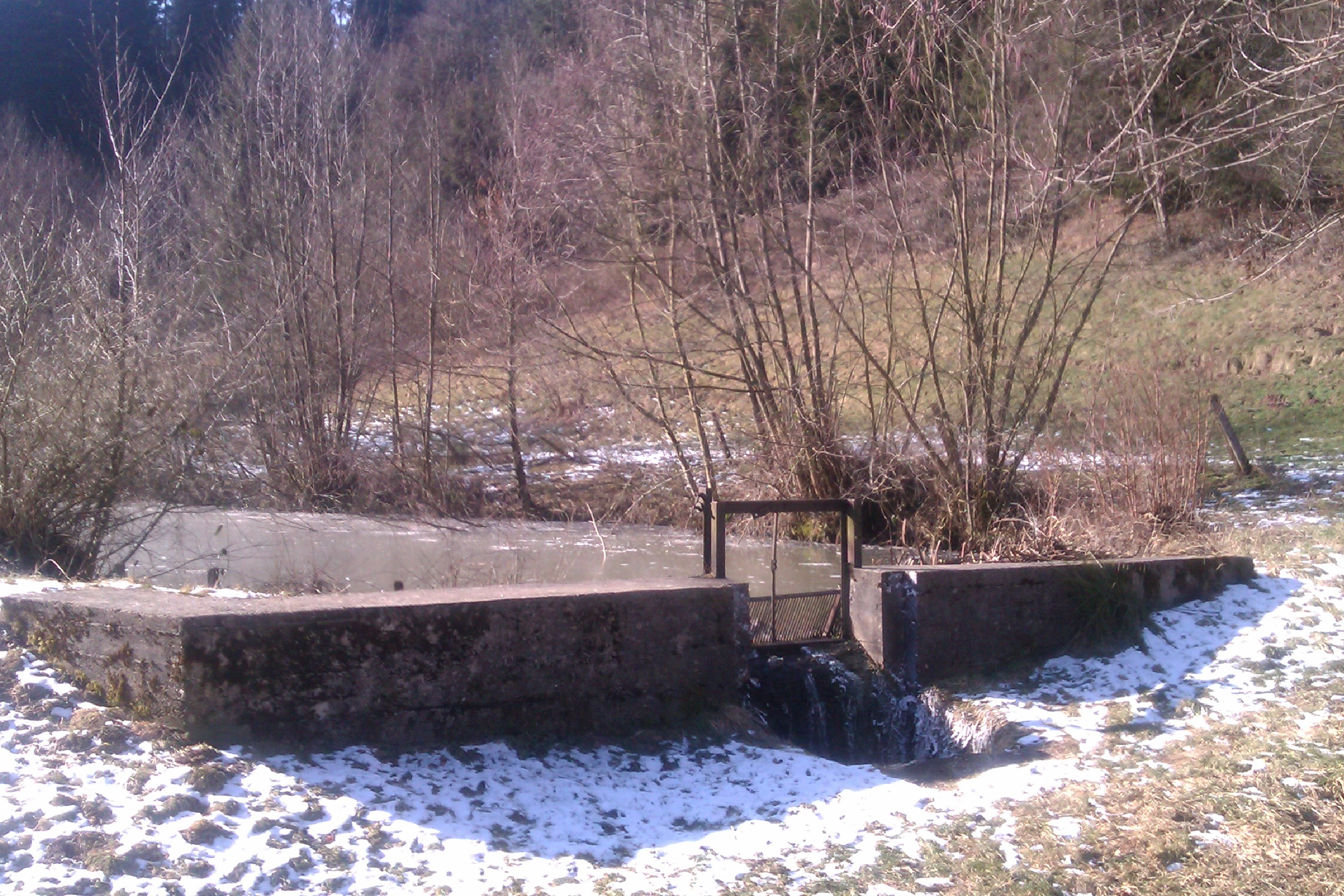
Mauer des als Naturdenkmal ausgewiesenen Speichersees im Beutental am Zulauf zur Beutenmühle

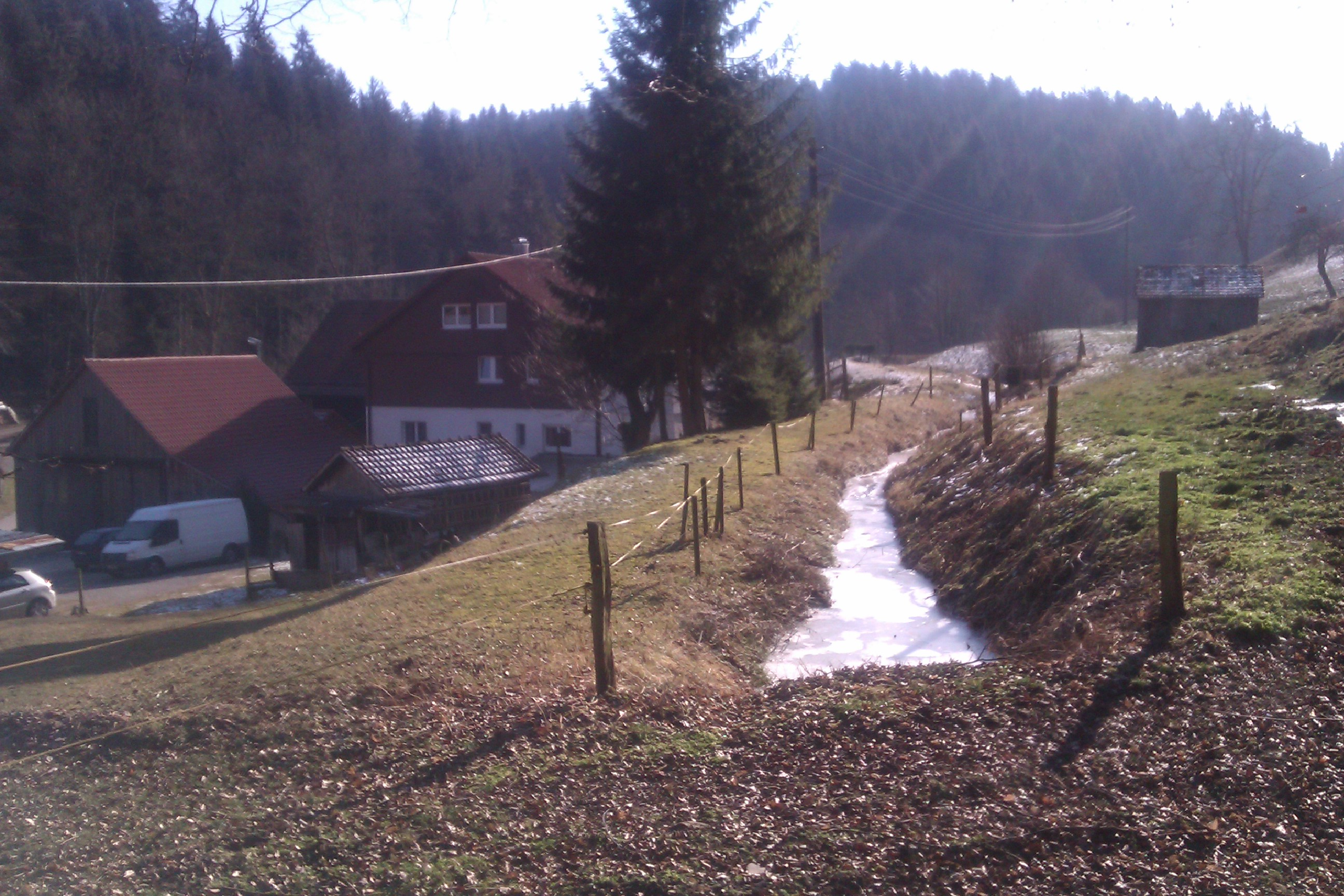
Blick nach Südsüdost über den Zulauf vom Lindenbachtal, im Hintergrund die Beutenmühle

Nach zunächst ganz bewaldeter Klinge lichtet sich der breiter werdende Talgrund und aus einer linken Seitenklinge auf der Wäschenbeurener Seite mündet bei einer winzigen Gebäudegruppe der Wäschenhofbach. Danach erreicht der Beutenbach, begleitet von einem Nebenkanalrest, der unterwegs einen kleinen See speist, die Beutenmühle. Vor dieser mündet ein Mühlkanal aus dem Tal des etwas nach ihr von links zulaufenden Lindenbachs her. Hinter der Lindenbach-Mündung liegt gleich der Beutenhof ebenfalls am linken Ufer. Noch weiter talab steht an einem gerodeten Hang links auf halber Höhe das Schnellhöfle, kurz darauf fließt von links der Wolfsklingbach zu. Danach unterquert der Beutenbach die B 29 in deren linker Aue und mündet auf der anderen Straßenseite auf unter 290 m ü. NN von links in die Rems, nach einem Lauf von 6,3 km und etwas oberhalb des Lorcher Reichenhofs.

### Einzugsgebiet
Das Einzugsgebiet umfasst 9,8 Quadratkilometer, es erstreckt sich mit nur leichtem Übergewicht links in recht konstanter Breite beidseits des Laufes. Der höchste Punkt darin liegt auf 684 m ü. NN ganz im Süden auf dem Gipfel des Hohenstaufens, die Mündung auf unter 290 m ü. NN.
Östlich des Beutenbachs entwässert der Lichtbach in die Rems, im Südosten, Süden und Westen konkurrieren jenseits der Wasserscheide nacheinander Krumm und Marbach, die zur Fils laufen. Im Nordwesten und beidseits der Mündung im Norden gibt es nur unbedeutende Zuflüsse zur Rems.
Ins Einzugsgebiet teilen sich die im Abschnitt zu den → Ortschaften genannten Kommunen und Landkreise. Der einzige größere Ort in ihm außer den dort genannten ist Maitis, von Wäschenbeuren entwässern außerdem noch die kleineren Siedlungsplätze Wäscherhof und Lindenbronn in den Beutenbach.

### Zuflüsse
Zuflüsse höherer Ordnung eingerückt unter dem übergeordneten Gewässer, Aufreihung stets von der Quelle zur Mündung. Erhoben aus LUBW-FG10/LUBW-SG10 (mit Hintergrundkarten). Längen auf volle hundert Meter, Flächen auf Zehntelshektar gerundet, Höhen in der Regel nach dem Höhenlinienbild, wenn in den Karten numerische Höhenangaben stehen, wurde dies vermerkt. Kursivierte Gewässernamen stehen als Eigennamen in einer der benutzten Quellen, ansonsten steht ersatzweise eine beschreibende Bezeichnung, von der dann nur die kursivierten Anteile Eigennamen aus den Datensätzen / der Karte sind.
Ursprung des Beutenbachs am Westhang des Hohenstaufens auf etwa 545 m ü. NN.
- Alzenbach, von rechts vor der Unterquerung der K 1405 Maitis–Wäschenbeuren auf 411 m ü. NN[5], 0,7 km. Entsteht im Gewann Holzweiler am Nordfuß des Hohenstaufen auf etwa 545 m ü. NN.
- Tobelbach, von rechts westlich der Kläranlage von Maitis auf 366,8 m ü. NN[6], 1,7 km. Entsteht im Gewann Esper am Nordfuß des Hohenstaufen auf etwa 505 m ü. NN.
- Riedbach, von links kurz danach auf etwa unter 360 m ü. NN, 0,6 km. Entsteht am Rand der K 1405 auf etwa 415 m ü. NN und durchläuft das Ried.
- Rohrbach, von rechts im Frauenholz auf 349,1 m ü. NN[6], 0,6 km. Entsteht am nordwestlichen Siedlungsrand von Maitis auf etwa 410 m ü. NN.
- (Zufluss vom Schulerbrunnen), von links kurz danach, 0,3 km. Die Quelle liegt am Hang des Wäscherschlößles auf knapp 390 m ü. NN.
- (Bach aus dem Neuland), von rechts auf etwa 335 m ü. NN, 0,4 km. Quelle liegt unterhalb der Maihalde auf etwa 385 m ü. NN.
- Wäscherhofbach, von links an den ersten zwei Häusern in der offenen Talsohlenflur, 1,1 km. Quelle liegt nordwestlich des Wäscherhofes auf knapp 390 m ü. NN.
  - (Zufluss von der Trogenhalde), von links, 0,4 km. Entsteht auf etwa 400 m ü. NN. Mit etwas kürzerem linkem Quellast aus Richtung Lindenbronn.
- Rechtsseitig beginnen Reste eines Kanals, mit u. a. einem 0,2 ha großen Teich.
- (Zufluss aus dem südlichen Waldgewann Kohlbrunnen), von rechts unterhalb des Teichs in den Beutenbach selbst, 0,5 km. Entsteht auf etwa 385 m ü. NN.
- Mühlkanal vom rechten Hang des weiter unterhalb mündenden Lindenbachs, von links an der Beutenmühle, 0,3 km. Dieser Kanal nimmt den oben erwähnten, etwa 0,4 km langen Kanal auf.
- Lindenbach, von links zwischen Wäschenbeuren-Beutenmühle und Lorch-Beutenhof auf unter 320 m ü. NN, 1,4 km. Entsteht am Ostrand des Golfplatzes am Hetzenhof auf knapp 420 m ü. NN.
  - Mehrere Hangzuflüsse aus dem Eigenen Wald von rechts und dem Thomashau von rechts, alle unter 0,4 km.
  - Abgang des Mühlkanals zur Beutenmühle und ins obere Beutenbachtal hinein, s. o.
- Zwei Zuflüsse vom rechten Talhang, der zweite gegenüber dem Schnellhöfle, 0,2 und 0,3 km.
- Wolfsklingbach, von links im Mündungstrichter zur Rems auf unter 295 m ü. NN, 1,0 km. Entsteht im Waldgewann Sumpf auf etwa 375 m ü. NN
  - Mehrere linke und rechte Zuflüsse aus anfangs zum Hauptast ähnlich langen Seitenklingen, letzter und längster ist der
  - (Bach aus der Eberhardtsklinge), von links auf unter 320 m ü. NN, 0,5 km.

Mündung des Beutenbachs von links und Süden auf unter 290 m ü. NN östlich des Lorcher Reichenhofs in die Rems. 6,6 km und 6,3 km².

### Ortschaften
Der Beutenbach durchfließt oder berührt die Gemarkungen von
- Landkreis Göppingen
  - Stadt Göppingen
    - Stadtteil Göppingen-Hohenstaufen

  - Gemeinde Wäschenbeuren
  - Stadt Göppingen
    - Stadtteil Göppingen-Maitis (nur rechter Anlieger)
- Ostalbkreis
  - Stadt Schwäbisch Gmünd
    - Stadtteil Großdeinbach (nur rechter Anlieger)

  - Stadt Lorch

Die einzigen Siedlungsplätze am Ufer sind eine isolierte Häusergruppe von Wäschenbeuren am Zulauf des Wäschenhofbachs, die ebenfalls Wäschenbeurener Beutenmühle kurz vor und der Lorcher Beutenhof kurz nach dem Zulauf des Lindenbachs; das ebenfalls zu Lorch gehörende Schnellhöfle liegt noch weiter abwärts am mittleren linken Hang.